# Gersdorf an der Feistritz
Pour les articles homonymes, voir Gersdorf (homonymie).
Gersdorf an der Feistritz est une commune autrichienne du district de Weiz en Styrie.